# Masters de París 1968
El Abierto de París 1968 fue un torneo de tenis jugado sobre moqueta. Fue la edición número 1 de este torneo. Se celebró entre el 5 de noviembre y el ¿? de noviembre de 1968. 

## Campeones

### Individuales masculinos
Milan Holeček vence a  Bob Carmichael 6–4, 10–8, 3–6, 6–3.
| Predecesor: - | Masters de París 1968 | Sucesor: París 1969 |